# واتسلاف دبروسکی
واتسلاف دُبروسکی (بلغاری: Вацлав Добруски؛ ۱۱ اوت ۱۸۵۸ – ۲۶ دسامبر ۱۹۱۶) باستان‌شناس، سنگ نگار و سکه‌شناس چک بود که بیشتر در بلغارستان فعالیت می‌کرد. او اولین مدیر موزه ملی باستان‌شناسی بلغارستان از سال ۱۸۹۳ تا ۱۹۱۰ بود. از او به عنوان یکی از بنیانگذاران باستان‌شناسی در آن کشور شناخته می‌شود.